# Technology Connections
Technology Connections is een YouTube-kanaal van Alec Watson. In de video's op zijn kanaal laat Watson onder andere zien hoe bepaalde technieken achter elektronische en huishoudelijke apparaten werken, bijvoorbeeld broodroosters, videorecorders, platenspelers, cd-spelers, spelcomputers, airconditioning, maar ook digitale audio, lampen en laadsystemen van elektrische auto's.
Watson gaat in zijn video's in op de geschiedenis van een techniek en geeft uitleg over de bijdrage aan de wereld van bepaalde apparaten. De video's zijn vaak voorzien van een knipoog naar de kritiek die hij heeft ontvangen op sociale media over zijn eerdere video's. 
De meeste video's worden afgerond met een lijst van donateurs, onder jazz gevolgd door enkele bloopers.